# Every Face Tells a Story
Az Every Face Tells a Story című stúdióalbum Cliff Richard brit popénekes 1977 márciusában megjelent nagylemeze.
Bár az album nem aratott akkora sikert, mint az előző évben megjelent I'm Nearly Famous, azért a Top 10-be bekerült az Egyesült Királyságban. A slágerlista 8. helyén maradt 10 héten keresztül és 3 sikeres kislemez is kijött az albumról. az első, a Hey Mr Dream Maker 1976 végén jelent meg, ezt követte a My Kinda Life és a When Two Worlds Drift Apart 1977-ben. Ezek közül a legnagyobb sikere a My Kinda Life-nak volt, amelyik a 15. helyezést érte el az Egyesült Királyság slágerlistáján.
Az album az Amerikai Egyesült Államokban is megjelent, a lemez záró dala a Spider Man (csaknem 4 percre lerövidítve).
Az album CD-változata 2002 júliusában jelent meg.

## Dalok listája
A-oldal
| #  | Cím                                             | Szövegíró                    | Hossz |
| -- | ----------------------------------------------- | ---------------------------- | ----- |
| 1. | My Kinda Life                                   | Chris East                   | 3:48  |
| 2. | Must Be Love                                    | Terry Britten                | 4:19  |
| 3. | When Two Worlds Drift Apart                     | Peter Sills                  | 4:14  |
| 4. | You Got Me Wondering                            | Terry Britten                | 3:38  |
| 5. | Every Face Tells a Story (It Never Tells a Lie) | Michael Allison, Peter Sills | 3:20  |
| 6. | Try a Smile                                     | John Perry                   | 3:20  |

B-oldal
| #  | Cím                      | Szövegíró                   | Hossz |
| -- | ------------------------ | --------------------------- | ----- |
| 1. | Hey Mr. Dreammaker       | Bruce Welch, Alan Tarney    | 4:48  |
| 2. | Give Me Love Your Way    | Alan Tarney, Trevor Spencer | 3:44  |
| 3. | Up in the World          | Clifford T. Ward            | 2:40  |
| 4. | Don't Turn the Light Out | Guy Fletcher, Doug Fiett    | 4:01  |
| 5. | It'll Be Me Babe         | Hank Marvin, John Farrar    | 3:20  |
| 6. | Spider Man               | Terry Britten               | 6:50  |

Bónusz dalok (2002 újra-kiadás):
| #  | Cím                        | Szövegíró                     | Hossz |
| -- | -------------------------- | ----------------------------- | ----- |
| 1. | No One Waits               | Cliff Richard, Gary Isherwood | 3:41  |
| 2. | Nothing Left for Me to Say | Cliff Richard                 | 3:55  |
| 3. | That's Why I Love You      | Gene Garfin, Andrew Gold      | 3:09  |

## Közreműködnek
- Roger Pope – dobok
- Frank Ricotti – ütős hangszerek
- Tony Rivers – háttérvokál
- Alan Rouse – hangmérnök
- Graham Todd – billentyűs hangszerek
- Peter Vince – hangmérnök
- Bruce Welch – producer
- Mo Witham – gitár
- Nigel Goodall – hangmérnök, diszkográfia
- Peter Lewry – diszkográfia
- Brian Bennett – ütős hangszerek, dobok
- Haydn Bendall – hangmérnök
- Terry Britten – gitár
- Tony Clark – hangmérnök
- Alan Hawkshaw – billentyűs hangszerek
- Richard Hewson – vonósok
- Mike Jarrett – hangmérnök
- Alan Jones – basszusgitár
- Cliff Richard – fő előadó

## Helyezések
| Ország             | Helyezés |
| ------------------ | -------- |
| Egyesült Királyság | 8        |
| Amerika            | -        |
| Ausztrália         | -        |
| Új-Zéland          | 36       |